# Авані Суламані
Авані Суламані — індійський правитель з династії Пандья.

## Життєпис
Був сином Кадунгона, який відновив владу Пандья, витіснивши правителів Калабра. Він правив частинами сучасних Керали й Тамілнаду.
По його смерті владу успадкував син царя, Джаянтаварман.